# Hempnall
Hempnall – wieś w Anglii, w hrabstwie Norfolk, w dystrykcie South Norfolk. Leży 15 km na południe od Norwich i 147 km na północny wschód od Londynu.
Miejscowość liczy 1310 mieszkańców.